# Союз православных граждан
«Сою́з правосла́вных гра́ждан» — российская общественная организация православно-патриотической направленности, православное братство. Организации с похожим названием существуют также в Казахстане и Украине («Союз православных граждан Украины»). Образован в 1995 году. Председателем является Валентин Лебедев. Включает в себя около 60 различных организаций.

## Цели
Заявленные цели:
- защита интересов Русской Православной Церкви;
- привнесениe во все сферы жизни духовных начал православия.

## Деятельность
Некоторые направления деятельности:
- поддержка введения в общеобразовательные учебные заведения обязательного предмета «Основы православной культуры»[4], противодействие студенческим группам антиправославной направленности[5]
- критика исламских книг, деятелей и организаций[6][7], поддержка антиисламских книг[8]
- поддержка передачи государственной собственности в имущество РПЦ[9]
- призывы к бойкоту издателей «сатанинской» и «экстремистской» литературы[10]
- критика заявлений правозащитников, выступающих против слияния церкви и государства[11]
- критика секс-меньшинств[12]
- критика заявлений православных священнослужителей, вышедших из РПЦ[11]

9 февраля 2013 года прошёл учредительный съезд «Родительского всероссийского сопротивления», в котором участвовал Союз православных граждан. На съезде было принято «Соглашение о создании Союза патриотических родительских организаций», которое подписали 9 организаций, в том числе Союз православных граждан.